# لانتانا عرموشية
لانتانا عرموشية (الاسم العلمي: Lantana radula) هي نوع نباتي يتبع جنس اللانتانا من فصيلة اللويزية.